# 奥斯卡·鲍姆
奥斯卡·鲍姆（Oskar Baum，1883年1月21日—1941年3月20日）是一位捷克音乐教育家、德语文学作家。
鲍姆出生在比尔森，其父是个犹太布料商人。他从出生起就有视力问题，8岁时，他的一只眼完全失明，11岁时，在一次扭打中，他另一只眼的视力也完全丧失了。由于已不能在普通学校就读，他的老师就把他送到了维也纳的以色列盲人学院。他在那里接受了音乐训练，还学会了演奏管风琴和钢琴。1902年，返回了布拉格。鲍姆在一座犹太教堂演奏风琴，担任唱诗班领唱，以此为生；后来他成为了钢琴教师。1904年，鲍姆认识了马克斯·布罗德、弗朗茨·卡夫卡以及菲利克斯·韦尔奇。
1941年3月20日，鲍姆因肠道手术引发的问题而在布拉格去世。就在他死后不久，妻子就被送进了特雷西恩施塔特隔都，她于次年死在那里。二人的独生子在大衛王酒店爆炸案中身亡。